# Elaborat
Elaborat, vrsta stručnog djela. Kraćeg je sadržaja. Gotovo je standardnog oblika i strukture koje se izrađuje primjenom prihvaćene tehnologije. U njemu se temeljito izlaže i obrađuje neko pitanje ili predmet.